# Björn Dixgård

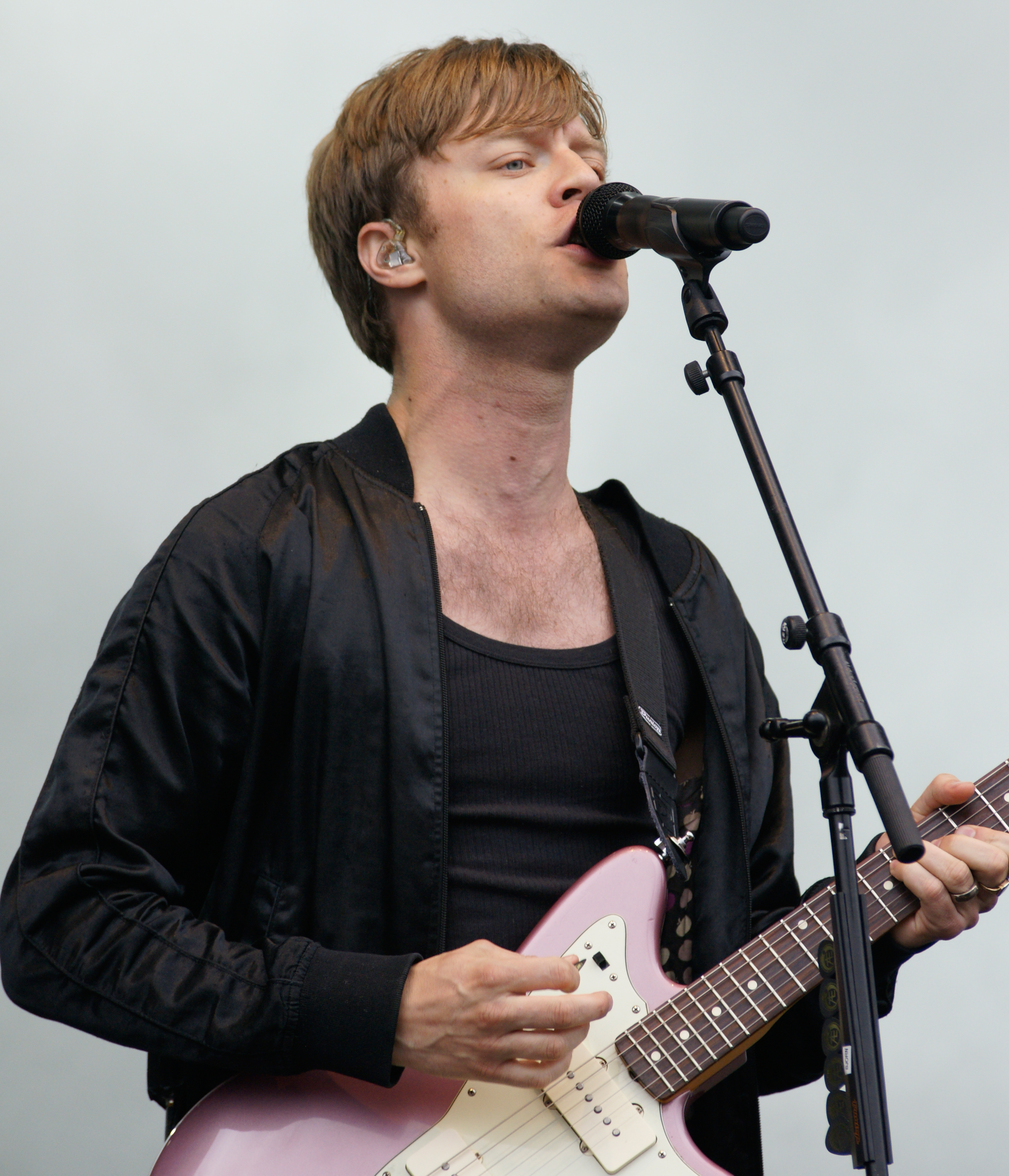
Björn Dixgård i Mando Diao i Deichbrand Festival 2015.

Björn Hans-Erik Kihlberg Dixgård, född 8 maj 1981 i Stora Tuna församling, Kopparbergs län, är sångare och gitarrist i den svenska indierockgruppen Mando Diao. Han är uppvuxen i Borlänge. 
Dixgård skriver många av Mando Diaos texter, komponerar en stor del av musiken och sjunger ungefär hälften av låtarna. Enligt bandets egna utsagor var det Dixgård som kom på namnet Mando Diao. Han kom även på namnet på gruppens tredje studioalbum, Ode to Ochrasy.
Hösten 2007 åkte Dixgård ut på en soloturné i Europa under vilken han spelade akustiska versioner av Mando Diao-låtar. Under 2008 gjorde han ett soloframträdande på P3 Guld-galan, med låten "Never Seen the Light of Day".
Han är även medlem i den internationella konstnärsgemenskapen Caligola.
Den 18 augusti 2013 var han och Gustaf Norén Sommarvärdar.
I slutet av maj 2015 hoppade Gustaf Norén under dramatiska former av Mando Diao. Han berättade om brytningen i talkshowen Breaking News med Filip Hammar och Fredrik Wikingsson. Norén hade andra planer för sin musikkarriär. I en intervju med tidskriften Café från 2019 berättar Björn Dixgård om ilska och konflikter. – Det var en jävligt lång väg dit. Det var en jobbig och tråkig historia vad det gäller vår relation som gick åt helvete. --- Att vi tyckte att Mando Diao var olika saker när vi skiljdes åt råder det inga tvivel om.
2024 gästade han Niklas Strömstedts program Tack för musiken! på SVT.

### Fotnoter
1. ↑  Sveriges befolkning
2000:
Dixgård, Björn Hans-Erik
(1981-05-08)
Försäkringskassan, uttag avseende 20001231 (2014)
2. ↑  ”Björn Dixgård”. Svensk Filmdatabas. http://sfi.se/sv/svensk-filmdatabas/Item/?type=PERSON&itemid=325555&ref=%2ftemplates%2fSwedishFilmSearchResult.aspx%3fid%3d1225%26epslanguage%3dsv%26searchword%3ddixg%C3%A5rd%26type%3dPerson%26match%3dBegin%26page%3d1%26prom%3dFalse. Läst 13 januari 2013.
3. ↑  "Mando Diao-Björn uppträder på P3 Guld-galan – solo". Aftonbladet.se.  4 december 2007. Läst 8 maj 2013.
4. ↑  "Uppträdande artister 2008". Sverigesradio.se. Läst 8 maj 2013.
5. ↑  "Björn dixgård - Never seen the light of day". Youtube.com. 20 jan 2008. Läst 8 maj 2013.
6. ↑  "Hemliga Caligola träder fram". DN.se. 15 mars 2012. Läst 8 maj 2013.
7. ↑  ”Gustaf Norén om konflikten i Mando Diao - Malou Efter tio - tv4.se”. tv4.se. http://www.tv4.se/efter-tio/artiklar/gustaf-noren-om-konflikten-i-mando-diao-561e0c63b9a9f6278f000353. Läst 13 januari 2016.
8. ↑  Virtanen, Fredrik (8 juni 2015). ”Norén-intervjun är fin och stark”. Aftonbladet. http://www.aftonbladet.se/nojesbladet/kronikorer/fredrikvirtanen/article20925368.ab. Läst 22 januari 2016.
9. ↑  Noréa Dahlskog (26 januari 2021). ”Björn Dixgård om konflikten med Gustaf Norén – efter avhoppet i Mando Diao”. Svensk Dam. https://www.svenskdam.se/noje/bjorn-dixgard-om-konflikten-med-gustaf-norn--efter-avhoppet-i-mando-diao/7233739. Läst 8 november 2021.